# WGW
WGW (Wiara Gwarancją Wygranej) – drugi studyjny album Chady. Został wydany 27 maja 2011 roku nakładem wytwórni Step Records. Album był promowany utworami: "Rap najlepszej marki", "Na tych osiedlach II", "Niesiemy prawdę", "Dla mojej ferajny" i "Od apelu do apelu (DNA remix)" do których powstały teledyski oraz "Czemu?". Gościnnie na płycie wystąpili między innymi członkowie HiFi Bandy – Hades i Diox, ale także inni raperzy: Małolat, Ero, Sokół, Brahu, Hukos, Pezet, Pih, Donguralesko, Eldo czy Sobota.
W lutym 2012 roku album uzyskał status złotej płyty.

## Lista utworów
Opracowano na podstawie źródła.
| Nr | Tytuł                         | Producent               | Goście                                          | Czas |
| -- | ----------------------------- | ----------------------- | ----------------------------------------------- | ---- |
| 1  | "Intro"                       | L-PRO                   |                                                 | 0:47 |
| 2  | "Wracam do gry"               | L-PRO                   |                                                 | 3:41 |
| 3  | "Na tych osiedlach II"        | Buszu                   |                                                 | 3:37 |
| 4  | "Od apelu do apelu"           | Radonis                 |                                                 | 4:04 |
| 5  | "***** skurwiel"              | L-PRO                   | Hades, Diox                                     | 3:39 |
| 6  | "Mam się dobrze"              | DJ Creon                | Jarecki                                         | 4:09 |
| 7  | "Rap najlepszej marki"        | RX                      | Małolat                                         | 3:21 |
| 8  | "Dla mojej ferajny"           | Szczur                  | Ero                                             | 4:02 |
| 9  | "Trzeba..."                   | DJ Creon                |                                                 | 3:48 |
| 10 | "Ferment"                     | Chmurok                 | Sokół, Brahu                                    | 3:11 |
| 11 | "Niesiemy prawdę"             | Buszu                   | Hukos, Sitek, Pezet, Pih, Donguralesko, Jarecki | 5:47 |
| 12 | "L"                           | L-PRO                   |                                                 | 4:32 |
| 13 | "Czemu?"                      | DJ Creon                | Eldo                                            | 4:18 |
| 14 | "Skłócony z życiem"           | Fabster                 |                                                 | 3:24 |
| 15 | "Rap zaufania"                | DNA                     | Sobota                                          | 4:05 |
| 16 | "Zrywam z umiarem"            | L-PRO                   |                                                 | 3:39 |
| 17 | "Brudne pożądanie"            | Młody (MD)              |                                                 | 3:59 |
| 18 | "Wszystkiego nie najlepszego" | THA Wildwest Production |                                                 | 3:37 |
| 19 | "Tak na koniec"               | DJ Creon                |                                                 | 3:10 |
| 20 | "Ferment (Remix)"             | L-PRO                   | Sokół, Enoiks                                   | 4:02 |
| 21 | "Od apelu do apelu (Remix)"   | DNA                     |                                                 | 3:31 |

## Single
Wydawnictwo poprzedził wydany 25 maja 2011 roku singel pt. Rap najlepszej marki z gościnnym udziałem Małolata. Na płycie limitowanej do 1000 egzemplarzy  znalazło się 16. wersji utworu tytułowego.
| Rap najlepszej marki |
| --- |
| 1. "Rap najlepszej marki" 2. "Rap najlepszej marki" (Świr Remix) 3. "Rap najlepszej marki" (L Pro Remix) 4. "Rap najlepszej marki" (DNA Remix) 5. "Rap najlepszej marki" (Fabster Remix) 6. "Rap najlepszej marki" (Glazi OSD Remix) 7. "Rap najlepszej marki" (Chmurok Remix) 8. "Rap najlepszej marki" (Instrumental) 9. "Rap najlepszej marki" (Świr Remix Instrumental) 10. "Rap najlepszej marki" (L Pro Remix Instrumental) 11. "Rap najlepszej marki" (DNA Remix Instrumental) 12. "Rap najlepszej marki" (Fabster Remix Instrumental) 13. "Rap najlepszej marki" (Glazi OSD Remix Instrumental) 14. "Rap najlepszej marki" (Chmurok Remix Instrumental) 15. "Rap najlepszej marki" (Radio Edit) 16. "Rap najlepszej marki" (Acapella) |